# Hylopetes sipora
Hylopetes sipora (лат.) — вид грызунов из рода стрелохвостых летяг. Известен по единственному экземпляру с острова Сипора в Индонезии, классифицируется Международным союзом охраны природы как вымирающий вид.

## Систематика
Описана по единственному экземпляру, к тому же неполовозрелому, что привело к дискуссиям вокруг места в систематике. Изначально при описании классифицирована как подвид стрелохвостой летяги. К 1960 году ряд авторов включал данный экземпляр в вид Hylopetes spadiceus. Наконец, в 1962 году получила ранг вида от Дж. Э. Хилла, который, однако, подчеркнул, что для окончательных выводов необходим половозрелый экземпляр. С 1991 года традиционно рассматривается как отдельный вид.

## Внешний вид
Длина головы и туловища единственного известного (неполовозрелого) экземпляра — около 140 мм, хвоста — около 160 мм, задних конечностей — около 80 мм. Масса тела — 89 г.
По окраске напоминает стрелохвостую летягу (Hylopetes sagitta). Хвост в основном тусклого буровато-чёрного цвета, более светлый снизу (но без ярко выраженной двухцветности) и с белым кончиком. Тёмно-бурые передние и задние конечности. Брюхо светло-коричневое с переходом в оранжево-жёлтое, с белой полосой на груди.
Данные о размножении и диете отсутствуют.

## Распространение и охранный статус
Предположительно обитает в низменных тропических и субтропических лесах. Единственный известный экземпляр, которым представлен данный вид, добыт на острове Сипора, входящем в архипелаг Ментавай в Индонезии юго-западнее Суматры. Международный союз охраны природы предполагает, что размеры популяции вида уменьшаются в связи со сведением лесов и сокращением привычной среды обитания. В 2016 году вид классифицирован как вымирающий.